# Антон Прудкин
Антон Макарович Прудкин (на руски: Антон Макарович Прудкин) е български морски капитан, авантюрист, анархист, революционер, шпионин, контрабандист, писател и художник.

## Биография

### Семейство
Антон Прудкин е роден на 16 януари 1880 година в град Русе, България, в семейството на украински войник от руската армия, оженил се за българка и останал в България след Руско-турската война (1877 – 1878). Между 1885 – 1894 година, по време на управлението на Стефан Стамболов, семейството живее в Русия, а след това се завръща в България. Братът на Прудкин, Яков е участник в Македоно-одринското опълчение по време на Балканските войни, като служи в Инженерно-техническата част и в 1 рота на 5 одринска дружина и е носител на орден „За храброст“ ІV степен. Брат му Яков Прудкин е строителен предприемач във Варна, а сестра му се присъединява към болшевиките.

### Ранни години
Антон Прудкин получава основно и средно образование в Свищов, след което завършва Морско училище в Николаев, Руска империя, и се връща в България през 1900 година. До октомври 1902 година служи като помощник-капитан на кораба „Борис“, собственост на Българското търговско параходно дружество. Същата година Антон Прудкин става агент на руската политическа полиция „Охранка“ с псевдоними „Озеров“ и „Такварян“. В същото време става симпатизант на македонското и арменското освободително движение в Османската империя и същевременно е член на Българската работническа социалдемократическа партия (БРСДП). В края на 1902 година при едно от пътуванията си към Цариград съдейства на извършителите на неуспешнен опит за атентат срещу султан Абдул Хамид II.

### Революционна дейност
В началото на 1903 година Антон Прудкин заедно с група анархисти от Вътрешната македоно-одринска революционна организация организира серия от атентати, насочени срещу Османската империя, като целта е тя да бъде дестабилизирана и да доведе до реформи. Взривните устройства са доставени на анархистите чрез Борис Сарафов, а главен организатор на серията от атентати, сред които и Солунските атентати и взривът на гара Кулели Бургас, е Михаил Герджиков. На 19 август 1903 година Иван Стоянов и Стефан Димитров трябва да сложат взривове на унгарския кораб „Вашкапу“ и германския кораб „Тенедос“, а Васил Стоянов и Антон Прудкин – австрийския кораб „Аполо“ и френския кораб „Феликс Фресине“. Иван Стоянов и Стефан Димитров обаче загиват при преждевременната експлозия на „Вашкапу“, заради което Прудкин и Васил Стоянов се отказват от по-нататъшни действия. Атентатът предизвиква вниманието на Великите сили, които оказват натиск над България да открие извършителите. Антон Прудкин бяга през Румъния в Швейцария, където се свързва с левите руски революционери.

### Шпионски период
През 1906 година Антон Прудкин организира първата моряшка стачка, а по-късно въвежда промишления делфинолов в Черно море. По същото време с Наум Тюфекчиев организират пренос на оръжие за и от Руската империя. Извършва значителна разузнавателна дейност сред комунистическо-анархистката руска емиграция в полза на руската тайна полиция, включително предава важни сведения за състоянието на Вътрешната македоно-одринска революционна организация. . Участва в Балканската и Междусъюзническата война (1912 – 1913) година. След включването на България в Първата световна война на страната на Централните сили Антон Прудкин е арестуван по обвинение във военен шпионаж в полза на Русия. В действителност Антон Прудкин, Христо Силянов, Александър Сахаров, Коста Списаревски и Владимир Цветков участват в група, предаваща информация на руското разузнаване за силите на Централните сили, разположени в Черно море. Има съмнения, че е подготвял акция по потопяването на османските крайцери „Гьобен“ и „Бреслау“. Заради действията си голяма част от конспираторите, включително Прудкин, са осъдени на доживотен затвор.

### В БЗНС
В затвора Антон Прудкин се сближава с лидера на БЗНС Александър Стамболийски. През 1918 година, след края на войната е освободен и е назначен за началник на полицията и градоначалник в София. На 4 ноември 1919 година лидерите на ВМРО Тодор Александров и Александър Протогеров са арестувани от властите, но успяват да избягат от ареста с помощта на Антон Прудкин. Това го води до конфликт с Константин Муравиев, тогава началник на „Обществена безопасност“ и през 1920 г. той е принуден да освободи постовете, които заема. През същата година ръководи взривяването на надлеза в Надежда, диверсантска акция на правителството на БЗНС, чрез която се потушава транспортната стачка от същата година. Работи като делегат на правителството в Параходното дружество, шеф е на Морската полиция, изпълнява и проучвателна мисия в Съветска Русия за сключване на търговски договор (1921). Остават съмнения за участието му в атентата в театър „Одеон“ от същата година, заради което е арестуван веднага след Деветоюнския преврат от 1923 година. Пред следствието Прудкин признава за участието си във взривяването на надлеза край Надежда, с цел да бъде оневинен за атентата в театъра. За признатия атентат Прудкин е осъден на доживотен затвор, а заради случая с театър „Одеон“ е осъден на смърт през 1925 година.
Смъртната присъда на Антон Прудкин не е изпълнена, през 1930 година по повод женитбата на цар Борис III с принцеса Йоанна Савойска смъртната му присъда е заменена с доживотен затвор, като през 1936 година е помилван и излиза на свобода. Докато е в затвора, Прудкин четири пъти провежда гладни стачки (най-голямата около месец) и пише книги: „Записки на моряка“ в два тома и „Когато отивахме към бесилките“, която е собствено разследване на Антон Прудкин за атентата в театър „Одеон“, като застъпва тезата, че извършителите са български комунисти.

### Последни години
След освобождаването си се премества във Варна, където служи като капитан на кораба „Рудничар“. През май 1941 година с него извършва два курса до Палестина, при които са превозени около 1200 български евреи. В това време Прудкин вече е на служба към Съветското разузнаване. През 1942 година подготвя да взриви германски бензинови резервоари в района на Варна, но е заловен. Осъден е на смърт и е екзекутиран на 1 август 1942 година. На 8 август 1969 година с Указ на Президиума на Върховния съвет на СССР Антон Прудкин е награден посмъртно с орден „Отечествена война“, втора степен и е поставен в „Почетния списък на геройски загиналите по време на Втората световна война съветски разузнавачи“. През 1985 година Петър Ненов публикува романа „Смъртните присъди на Антон Прудкин (Капитан Бързий)“.